# Orthoprotella berentsae
Orthoprotella berentsae is een vlokreeftensoort uit de familie van de Caprellidae. De wetenschappelijke naam van de soort is voor het eerst geldig gepubliceerd in 2007 door Takeuchi & Lowry.